# Viking (cheval)
Pour les articles homonymes, voir Viking (homonymie).
Viking (né le 14 mai 2002) est un cheval hongre de robe alezane, issu du stud-book KWPN, monté en saut d'obstacles par le cavalier anglais Michael Whitaker. Ce petit-fils de Ramiro Z, au bout de nez blanc caractéristique, est médaille d'or par équipes aux championnats d'Europe de saut d'obstacles 2013.

## Histoire

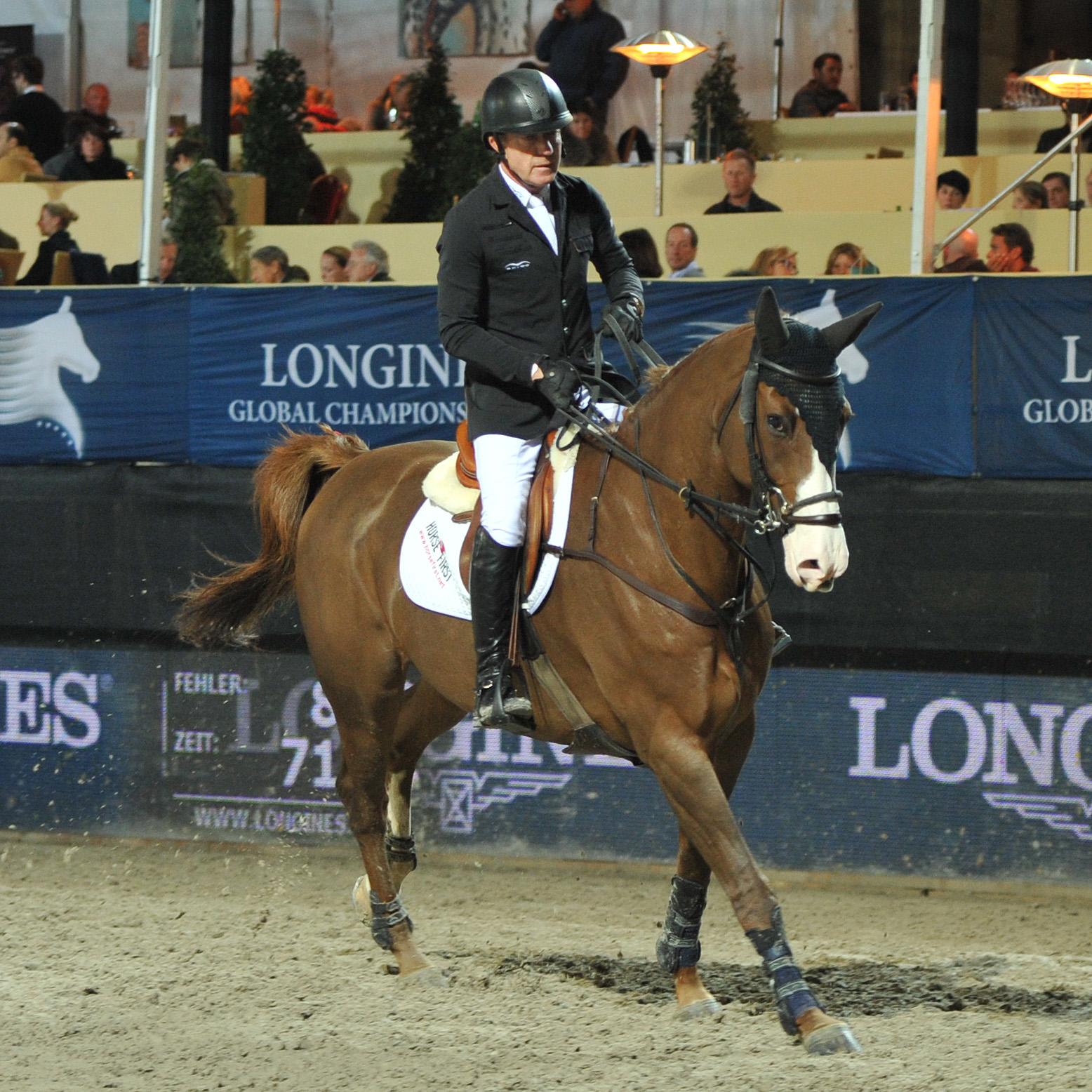
Michaël Whitaker et Viking sur l'étape Global Champions Tour de Vienne en 2013.

Il naît le 9 mai 2002 à l'élevage de M. Habraken, à Sint-Oedenrode aux Pays-Bas. 
Les débuts de Viking avec Michael Whitaker sont plutôt difficiles.
Pour les Jeux olympiques d'été de 2012 à Londres, Michael Whitaker est réserviste de l'équipe britannique de saut d'obstacles avec Viking, qui a été sélectionné plutôt que Amai, blessé,,. Le couple participe aux Jeux équestres mondiaux de 2014 à Caen. En décembre 2015, Whitaker et Viking obtiennent une victoire controversée à l'Olympia de Londres, à la suite de la disqualification de Bertram Allen, dont la monture présentait des traces de sang. En 2017, Viking est retenu à l'inspection vétérinaire du championnat d'Europe de la FEI.

## Description
Viking est un hongre de robe alezan, inscrit au stud-book du KWPN,. Il mesure 1,63 m. Il présente un bout de nez blanc (boit dans son blanc), très caractéristique.

## Palmarès
Il est 15e du classement mondial des chevaux d'obstacle établi par la WBFSH en octobre 2012.
- 2013 : médaille d'or par équipes aux championnats d'Europe de saut d'obstacles à Herning[1]. Vainqueur de l'étape Global Champions Tour de Madrid[11].
- 2014 : 11e individuel à la finale Coupe du monde de saut d'obstacles 2013-2014 à Lyon[1].
- Octobre 2014 : vainqueur du Grand Prix de Rikstoto à Oslo, sur 1,50 m et 1,60 m[12].
- 2017 : vainqueur de l'épreuve à 1,50 m du CSIO5* de Saint-Gall[13]

## Pedigree
Viking est un fils de l'étalon KWPN Jacomar par Ramiro Z, et de la jument Prinses, par Almox Prints.